# تريستان ليك لوبو
تريستان ليك لوبو (بالإنجليزية: Tristan Lake Leabu)‏ هو ممثل أمريكي، ولد في 19 أغسطس 1999 في الولايات المتحدة.

## أعمال

### أفلام
- (2006) عودة سوبرمان[4][5][6]

## وصلات خارجية
- تريستان ليك لوبو على موقع IMDb (الإنجليزية)
- تريستان ليك لوبو على موقع ألو سيني (الفرنسية)
- تريستان ليك لوبو على موقع أول موفي (الإنجليزية)
- تريستان ليك لوبو على موقع قاعدة بيانات الفيلم (الإنجليزية)
- تريستان ليك لوبو على موقع كينوبويسك (الروسية)